# Era ora
Era ora è un film del 2022, diretto da Alessandro Aronadio.
La pellicola è il remake del film del 2021 Come se non ci fosse un domani - Long Story Short.

## Trama
Dante ha un bellissimo rapporto con la fidanzata Alice, ma ne ha uno davvero pessimo con il tempo. Assorbito da mille impegni, arriva sempre in ritardo e ha l'impressione che la sua vita stia scorrendo troppo velocemente, finendo per mettere sempre da parte gli affetti familiari. Il giorno del suo compleanno, Dante rimane vittima di un salto temporale: è costretto a vivere costantemente nel giorno del suo compleanno, ma ogni volta dell'anno successivo. Ciò gli permetterà di avere una prospettiva sulla sua vita infelice e forse anche l'opportunità di migliorarla.

## Distribuzione
Il film è stato presentato in anteprima alla Festa del Cinema di Roma 2022 nella sezione "Grand Public" ed è stato distribuito sulla piattaforma Netflix a partire dal 16 marzo 2023.

## Riconoscimenti
- 2023 - Bari International Film Festival
  - Miglior attrice protagonista a Barbara Ronchi